# Ryszard Głowacki (piłkarz)
Ryszard Głowacki (ur. 13 stycznia 1929 w Sosnowcu, zm. 2009 w Sosnowcu) – polski piłkarz występujący na pozycji obrońcy lub napastnika, trener piłkarski. Wicemistrz Polski 1955.

## Kariera piłkarska
Wychowanek Płomienia Milowice. W 1948 zasilił Stali Sosnowiec. Debiut w pierwszej drużynie zaliczył w II lidze w 1951. Ze Stalą awansował do I ligi w 1954, a następnie zdobył wicemistrzostwo Polski w 1955. Ostatni jego występ w barwach Stali to mecz z 10 listopada 1957 – Stal Sosnowiec – Wisła Kraków (1:0). W 1958 powrócił do macierzystego Płomienia Milowice.

### Statystyki piłkarskie
W I lidze rozegrał 49 meczów i zdobył 3 bramki jako zawodnik Stali Sosnowiec.
| Sezon     | Klub           | Liga          | Mecze | Gole | Uwagi             |
| --------- | -------------- | ------------- | ----- | ---- | ----------------- |
| 1951      | Stal Sosnowiec | II liga       | ?     | ?    |                   |
| 1952      | Stal Sosnowiec | II liga       | ?     | ?    |                   |
| 1953      | Stal Sosnowiec | II liga       | ?     | 1    |                   |
| 1953/1954 | Stal Sosnowiec | Puchar Polski | ?     | 0    | półfinał          |
| 1954      | Stal Sosnowiec | II liga       | 20    | 3    | awans do I ligi   |
| 1954/1955 | Stal Sosnowiec | Puchar Polski | 1     | 0    |                   |
| 1955      | Stal Sosnowiec | I liga        | 20    | 1    | wicemistrz Polski |
| 1955/1956 | Stal Sosnowiec | Puchar Polski | 1     | 0    |                   |
| 1956      | Stal Sosnowiec | I liga        | 18    | 2    |                   |
| 1956/1957 | Stal Sosnowiec | Puchar Polski | 3     | 0    | ćwierćfinał       |
| 1957      | Stal Sosnowiec | I liga        | 11    | 0    |                   |
|           | suma           | II liga       | ?     | ?    |                   |
|           | suma           | I liga        | 49    | 3    |                   |
|           | suma           | Puchar Polski | 10    | 0    |                   |

## Kariera trenerska
Zaczynał od trenowania drużyny Płomienia Milowice. Kolejnymi klubami były: Polonia Sosnowiec, Kotlarz Sosnowiec i Zagłębie Dąbrowa Górnicza.

## Sukcesy
- wicemistrzostwo Polski 1955 ze Stalą Sosnowiec
- awans do I ligi 1954 ze Stalą Sosnowiec
- półfinał Pucharu Polski 1954 ze Stalą Sosnowiec